# Бережнов, Фёдор Павлович
Фёдор Павлович Бережнов (7 сентября 1899 года, дер. Луховщина, Тихвинский уезд, Новгородская губерния — 25 мая 1985 года, Чкаловск, Ленинабадская область, Таджикская ССР) — советский военный деятель, генерал-майор (19 апреля 1945 года).

## Начальная биография
Фёдор Павлович Бережнов родился 7 сентября 1899 года в деревне Луховщина Тихвинского уезда Новгородской губернии.

## Военная служба

### Гражданская война
11 апреля 1919 года призван в ряды РККА и направлен курсантом в учебную школу 2-го Петроградского полка, дислоцированного в Старом Петергофе, а в августе переведён на 5-е Петергофские командные курсы. В период с октября по ноябрь того же года в составе отряда курсантов курсов участвовал в боевых действиях против войск под командованием генерала Н. Н. Юденича в районе Петрограда. В 1920 году вступил в ряды РКП(б). После окончания курсов 15 сентября 1920 года назначен на должность командира взвода продовольственного транспорта в составе 2-й бригады, дислоцированной в Красноярске и Томске, а в апреле 1921 года — на должность командира роты в заградительном отряде 86-й стрелковой бригады в Томске. В мае — июне Ф. П. Бережнов в составе экспедиционного отряда принимал участие в подавлении Тобольского восстания.

### Межвоенное время
В июле 1921 года назначен на должность помощника командира роты в составе 183-го стрелкового полка (61-я бригада, 21-я Пермская стрелковая дивизия, Сибирский военный округ), дислоцированного в Томске, а в январе 1923 года — на должность начальника пулемётной команды в 61-м Осинском стрелковом полку в составе той же дивизии. В ноябре 1923 года переведён в 53-й стрелковый полк (18-я стрелковая дивизия, Московский военный округ), дислоцированный в Рыбинске, где служил на должностях командира стрелкового взвода и взвода полковой школы.
В марте 1925 года Ф. П. Бережнов переведён в 7-й Туркестанский стрелковый полк (3-я Туркестанская стрелковая дивизия, Туркестанский фронт), где служил на должностях командира взвода и помощника начальника полковой школы, а в период с апреля 1925 по август 1927 года, будучи командиром роты этого же полка, принимал участие в ликвидации басмачества в Восточной Бухаре. В ноябре 1928 года вернулся в Московский военный округ, после чего служил в 9-м отдельном стрелковом батальоне (3-й Рязанский территориальный стрелковый полк), дислоцированного в Спасске (Рязанская область), на должностях командира роты, помощника начальника штаба, командира батальона, начальника штаба батальона.
В 1931 году окончил двухмесячные пулемётные курсы «Выстрел».
В январе 1935 года назначен на должность помощника начальника штаба 5-го отдельного стрелкового батальона (2-й территориальный стрелковый полк), дислоцированного в Котельничи, а в мае того же года — на должность начальника штаба 12-го отдельного стрелкового батальона, который в январе 1936 года был передислоцирован в Кемь. С марта того же года исполнял должность начальника штаба 1-го стрелкового полка (Мурманская горнострелковая дивизия), а с августа — должность помощника начальника 1-й части штаба 54-й стрелковой дивизии, дислоцированной в Кандалакше.
В ноябре 1937 года майор Ф. П. Бережнов направлен на учёбу на курсы «Выстрел», после окончания которых в августе 1938 года назначен на должность начальника 2-го отдела штаба 1-й Отдельной Краснознамённой армии, а в мае 1939 года — на должность заместителя командира 26-й стрелковой дивизии.

### Великая Отечественная война
В августе 1941 года полковник Ф. П. Бережнов назначен на должность начальника отдела боевой подготовки штаба 1-й Краснознамённой армии (Дальневосточный фронт), а в августе 1942 года — на должность командира 95-й стрелковой бригады, дислоцированной в Спасске.
В мае 1944 года направлен на учёбу на ускоренный курс Высшей военной академии имени К. Е. Ворошилова, после окончания которого в феврале 1945 года направлен в распоряжение Военного совета 3-го Украинского фронта, где 7 марта назначен на должность командира 233-й стрелковой дивизии, которая вскоре принимала участие в боевых действиях в ходе Балатонской оборонительной и Венской наступательной операций и к 16 апреля вышла на рубеж Алладер, Бергад, Каментен, Унтервальфауер в Австрии.

### Послевоенная карьера
После окончания войны находился на прежней должности.
В октябре 1945 года 233-я стрелковая дивизия в Южной группе войск была расформирована, а генерал-майор Ф. П. Бережнов был отозван в распоряжение Главного управления кадров НКО и вскоре назначен начальником Управления боевой и физической подготовки Беломорского военного округа, в июне 1949 года — помощником командующего 4-й гвардейской механизированной армией по пехоте, 31 января 1951 года — начальником Управления боевой и физической подготовки Закавказского военного округа, в декабре 1952 года — на должность помощника командующего 7-й гвардейской армией, а в ноябре 1954 года — начальником военной кафедры Армянского сельскохозяйственного института.
Генерал-майор Фёдор Павлович Бережнов 13 декабря 1955 года вышел в запас. Умер 25 мая 1985 года в Чкаловске Ленинабадской области Таджикской ССР.

## Награды
- Орден Ленина (21.02.1945);
- Два ордена Красного Знамени (03.11.1944, 20.06.1949);
- Орден Кутузова 2 степени (28.04.1945);
- Орден Отечественной войны 1 степени (06.04.1985);
- Медали.